# Forestville, Wisconsin
Forestville là một làng thuộc quận Door, tiểu bang Wisconsin, Hoa Kỳ. Năm 2006, dân số của làng này là 429 người.